# Эрарта
«Эра́рта» — частный и первый музей современного искусства в Санкт-Петербурге на Васильевском острове; в одном с музеем здании находятся галереи современного искусства. Под тем же именем с начала 2010-х гг. функционировали галереи в Лондоне и Гонконге, но закрылись в 2016 году. Название расшифровывается как «эра арта» — «эра искусства». 
В 2017 и 2019 годах входил в четвёрку самых посещаемых музеев города.

## Здание музея
Пятиэтажное здание, в котором располагается «Эрарта», построено в 1951 году в стиле сталинского неоклассицизма. В советское время здесь сначала размещался райком, а позднее — Всесоюзный НИИ синтетического каучука имени С. В. Лебедева.
Вход в музей украшают две скульптуры — Эра и Арта, созданные скульптором Дмитрием Жуковым по заказу «Эрарты». В интерьерах «Эрарты» использован wall-art — авторская настенная живопись.

## Коллекция
В музее собрано более 2800 работ современных художников. Среди них не только живопись, но и графика, скульптура, инсталляции, видео-арт. Основу коллекции «Эрарты» составляют работы петербургских художников, однако музей ищет таланты по всей стране, приглашая к сотрудничеству и художников из регионов. Музей активно работает в направлении нового вида искусства «science art».
Художники, работы которых находятся в собрании музея «Эрарта», представляют разные поколения и направления в современном российском искусстве: от 50-60-х годов XX века до наших дней, от реализма до абстракции и примитивизма. На данный момент список авторов насчитывает более 300 фамилий. Наиболее известные мастера — Завен Аршакуни, Вячеслав Михайлов, Владимир Духовлинов, Владимир Овчинников, Елена Фигурина, Валерий Лукка, Ринат Волигамси, Александр Дашевский, Владимир Мигачев, Владлен Гаврильчик, Николай Копейкин, Петр Горбань, Андрей Рудьев, Евгений Ухналёв.
С 30 июня 2015 года коллекция музея доступна онлайн на Google Art Project.

## История и деятельность
Первых посетителей музей принял 20 мая 2010 года. Следующие четыре месяца музей работал в тестовом режиме, продолжалась развеска картин и обустройство залов. Официальное открытие состоялось 30 сентября 2010 года.
«Эрарта» устраивает выставки, издаёт музейные каталоги, проводит экскурсии, реализует собственные проекты и образовательные программы. Работы, представленные в галереях, можно приобрести.
С 2013 по 2017 годы музей «Эрарта» проводил единственный в мире международный фестиваль короткометражного кино о живописи Erarta MOTION PICTURES.
С 2013 по 2015 годы «Эрарта» проводила фестиваль синтеза искусств Cross Art. Любой желающий мог подать заявку на участие в фестивале со своей работой. Основное требование: смешение в работе нескольких видов искусств.
С 2013 по 2018 годы на базе музея действовал проект «„Эрарта“ Сцена» — концертная площадка, принимавшая концерты музыкальных коллективов, спектакли и лекции.
В «Эрарте» несколько кинозалов. В одном из них (на третьем этаже) показывают «Изоанимацию» — ожившие картины, анимация по мотивам живописных полотен. В другом — образовательный мультфильм об искусстве «Чёрный квадрат» (2014).
С 2021 в «Эрарте» проходили съёмки шоу «Игроки».

## Выставки
Ежегодно музей «Эрарта» проводит около 30 временных выставок живописи, скульптуры, моды, фотографии, дизайна, видеоарта. Музей работает как с начинающими авторами, так и со звёздами мировой арт-сцены, проводит выставки и российских, и зарубежных современных художников.
- В свой первый юбилейный год (2015) музей «Эрарта» впервые привёз в Россию выставку представителя поп-арта Ромеро Бритто[19][20] и работы известного дизайнера шляпок, работающего с Мадонной и Леди Гагой — Филипа Трейси[21][22].
- В 2016 году «Эрарта» открыла выставку советского и российского фотожурналиста Юрия Абрамочкина — автора растиражированного портрета Юрия Гагарина[23]. Год был также отмечен для музея выставкой бразильского фотографа Себастио Сальгадо[24] и проектом «Восхитительный мир Феллини» — экспозиция включала более 50 костюмов из фильмов итальянского режиссёра[25][26].
- В 2017 году совместно с Музеем Виктории и Альберта (Лондон, Великобритания) «Эрарта» представила выставку «Под одеждой: История дизайна нижнего белья» — ретроспективу трансформации этой интимной части гардероба от XVIII до начала XXI века[27][28]. Ещё одним проектом стала выставка «Ретроспектива брендреализма» музыканта, лидера группы «Ленинград» Сергея Шнурова[29][30]. В 2017 году музей «Эрарта» завершил строительство нового выставочного пространства, позволяющего показывать крупные арт-объекты и автомобили. Первым проектом, открытым в этом зале, стала выставка «Ламборгини: легенда дизайна», представившая в России редкие суперкары[31][32][33].
- В 2018 году «Эрарта» показала в Петербурге монументальные скульптуры гения сюрреализма Сальвадора Дали[34][35] и работы художника-невидимки Лю Болина, современного художника из Китая[36][37].
- В 2019 году «Эрарта» показала работы российского классика скульптуры — Георгия Франгуляна[38], а также снимки британского fashion-фотографа Марио Тестино, работавшего с Chanel, Gucci, Vogue, Vanity Fair и создавшего серию портретов Мадонны, Леди Гаги, Кейт Мосс и других звезд[39][40]. Ранее в том же году «Эрарта» открыла выставку «Стиль Ducati», представив коллекционные модели итальянских мотоциклов, дизайн-проекты, фото- и видеоматериалы[41][42].
- 2020—2021 — выставка «Faces» фотохудожника Данилы  Головкина[43], 12-кратного лауреата фотоконкурса «Best of Russia».

## Признание
- В 2013 году музей современного искусства «Эрарта» вошел в список 10 лучших музеев России по мнению пользователей туристического сайта TripAdvisor[44].
- В 2015 году «Эрарта» стала первым в России музеем современного искусства, представленным в международном проекте Google Art Project[45].
- В 2016 году музей «Эрарта» получил международную премию «Балтийская звезда» в номинации «За поддержку культуры»[46].
- В 2018 году издание National Geographic назвало музей «Эрарта» одной из главных «культурных жемчужин» Санкт-Петербурга[47].
- В 2018 году энциклопедия искусства Oxford Art Online посвятила музею «Эрарта» отдельную статью и составила гид по постоянной экспозиции[48][49].
- В 2019 году международное издание Financial Times назвало музей «Эрарта» одним из самых интересных городских пространств Петербурга[50].

## Ресторан Erarta
Ресторан Erarta расположен на четвертом этаже музея «Эрарта». Он имеет два зала, рассчитанных на 100 мест и украшенных произведениями современных российских художников. Ресторан работает по принципу à la carte. В городе он известен своими десертами — их признали одними из лучших в Петербурге TripAdvisor и Time Out. К отдельным крупным выставочным проектам музея «Эрарта» ресторан также создаёт особые десерты.